# José María Córdova
José María Córdova Muñoz (Concepción, 8 de septiembre de 1799 - El Santuario, 17 de octubre de 1829) fue un militar colombiano que participó en la guerra de Independencia de Colombia, Perú y Bolivia. Durante ellas sirvió en las tropas de Emmanuel Serviez, José Antonio Páez, Simón Bolívar y Antonio José de Sucre. Fue apodado como El Héroe de Ayacucho por su desempeño en esa batalla decisiva.
Antes de los 30 años ya era general en el ejército patriota.

## Biografía
José María Córdova Muñoz nació en Concepción, en dicha época parte de Rionegro (de allí que existan algunas polémicas sobre su lugar de nacimiento). Fue en ese lugar donde su familia se había mudado 10 años antes al ser nombrado. Hijo de Crisanto de Córdova y Mesa, pequeño comerciante activo en el oriente antioqueño que también había sido alcalde pedáneo y mayordomo de fábrica, y de Pascuala Muñoz Castrillón, el matrimonio tuvo otros cuatro hijos: Salvador, Vicente, Venancia y Mercedes. Posteriormente, su familia se mudó a vivir a San Vicente y, más adelante, a Rionegro. Córdova en su niñez solo tuvo la educación básica de la época y la de  acompañar a su padre a los viajes de negocio.

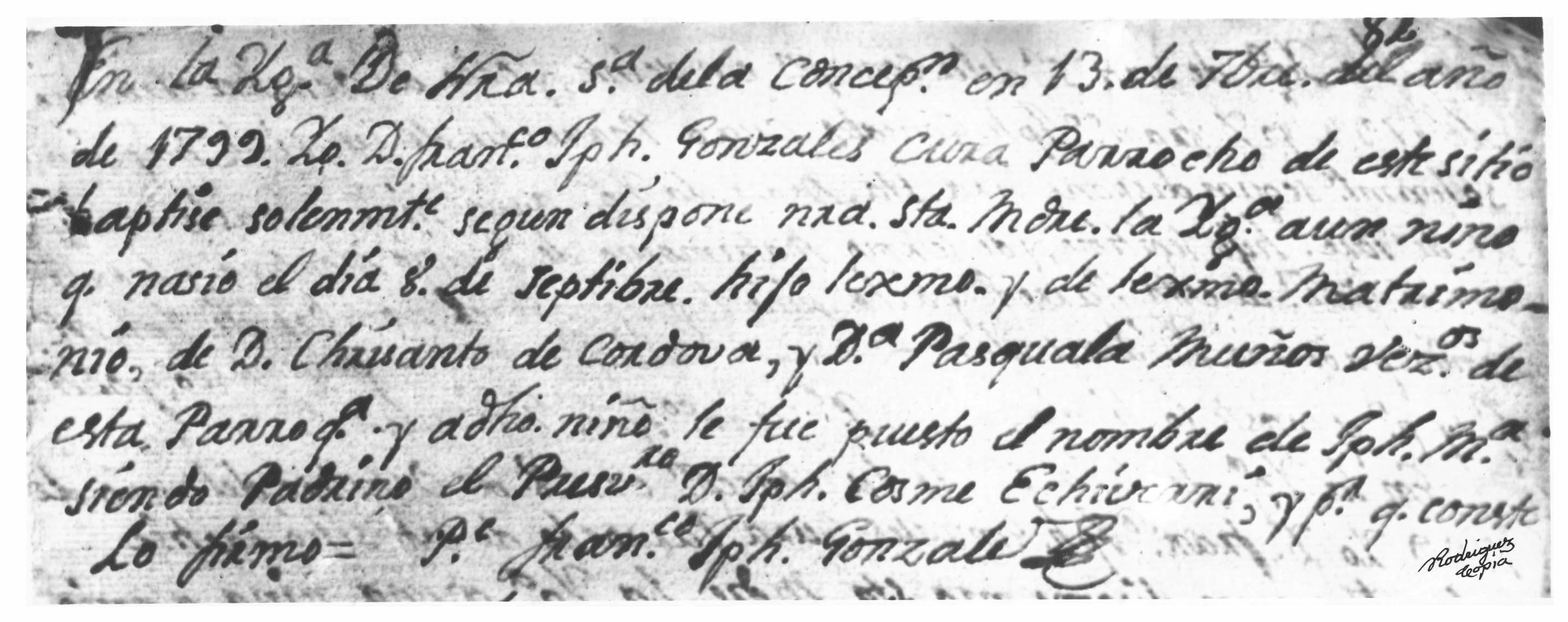
Partida de bautismo de José María Córdova.

## Trayectoria político-militar

### Guerra de Independencia
A inicio de 1814 ingresa en el ejército a la Escuela de Ingenieros Militares del Estado Libre de Antioquia que para ese entonces, funcionaba en la casa de la Maestranza en Rionegro, hogar de don Juan del Corral, bajo la tutela del coronel Francisco José de Caldas, del abogado José Félix de Restrepo y del militar francés Emmanuel Roergas de Serviez, posteriormente la escuela es trasladada a Medellín, en esa institución se empezó a interesar por la causa revolucionaria.
A inicios de 1815, el subteniente José María Córdova marchó en la tropa del Batallón Conscriptos de Antioquia al mando del Coronel Serviez, quien también había escogido al joven Córdova como su ayudante de campo. Este batallón marchó hacia el sur para unirse al ejército del sur del General de Brigada José María Cabal que se preparaba para defender el Cauca de una contraofensiva realista que pretendía invadir el Valle del Cauca liderado por el Coronel Aparicio Vidaurrazaga.

La Batalla del río Palo por José María Espinosa

La ofensiva realista se produjo en junio de 1815, después de unos combates entre las  vanguardias de ambos bandos cerca de Ovejas los dos ejércitos se enfrentaron el 5 de julio de 1815 en la Batalla del Río Palo, la cual sería el bautismo de fuego del subteniente Córdova donde se desempeñó destacadamente, luchando al lado del Coronel Serviez especialmente en la carga a bayoneta de los patriotas la cual definió la batalla a favor de los patriotas. Durante la carga una bala penetró su gorra derribándolo al suelo donde quedó inconsciente por un breve rato la cual resultaría en que el reporte dado por el General Cabal al congreso federal mencionaría "la muerte del ayudante Córdova".  Córdova hasta entonces subteniente fue ascendido en el mismo campo de batalla a teniente efectivo.  Después de la victoria en El Palo el ejército se mantuvo acantonado en Popayan tras capturarla después de la derrota de los realistas. Tres meses después, Córdova acompañó al Coronel Serviez junto con su batallón, cuando este fue llamado por parte del gobierno a unirse a las tropas del ejército del norte bajo el mando del General Custodio García Rovira. 
Al llegar a Santafé recibieron la noticia de la derrota republicana en la Batalla de Cachirí, el entonces presidente Camilo Torres antes de dimitir el cargo nombró a Serviez como el nuevo comandante del ejército del norte y lo ascendió al rango de general de brigada.
Córdova acompañó a su comandante a Puente Real de Veléz donde Serviez tomó mando de las tropas de García Rovira el 22 de marzo. Serviez sabiendo que era imposible con las pocas tropas que quedaban para defender la capital ante el asalto de los españoles deicidio el 1 de mayo replegarse junto con lo que quedaba del ejército hacia los llanos Orientales de Casanare, ya que había recibido varias comunicaciones de patriotas venezolanos y granadinos que se habían refugiado allí. Junto a Serviez y Córdova también los acompañaron otro oficiales como Francisco de Paula Santander, Antonio Morales, Tomás Montilla, José María Vergara y otros.
Serviez y el Ejército de la Unión se retiraron hacia Santafé para así tomar el camino por Cáqueza para llegar a los Llanos donde esperaban reunirse con las fuerzas del general  Rafael Urdaneta quien tenía unos 400 jinetes en la zona. Durante su retirada fueron perseguidos por una columna española bajo el mando del brigadier Miguel de la Torre quienes alcanzaron a los patriotas cerca a la Cabuya de Caqueza, en ese encuentro los españoles lograron matar algunos soldados, le hicieron prisioneros otros, murió batiéndose con valor el Comandante Espinosa, saliendo herido el Mayor Ugarte ; así fue que de 800 hombres de infantería y 100 de caballería que llevaba, sólo llegaron a Pore como 80 de caballería y 200 infantes con algunos emigrados que huyeron de Santafe.

### Guerra en Venezuela
El 1 de julio de 1816, lograron unirse con la caballería de Urdaneta en Chire después de haber vencido a las tropas realistas del coronel Manuel Villavicencio quien había sido mandado por el propio general Pablo Morillo había despachado desde San Gil para destruir a los restos del ejército de las provincias unidas.
Córdova luchó en Venezuela a órdenes de José Antonio Páez; participó en la batalla del Bajo Apure, planeada por Páez para apoderarse de la caballería del ejército realista. Tras la batalla, Serviez fue asesinado en noviembre de 1816, presuntamente por órdenes de Páez. Córdova, que estimaba a Serviez, intentó fugarse del campamento, pero fue arrestado y acusado de deserción. Cuando un consejo lo condenó a muerte, un grupo de oficiales encabezados por Juan Nepomuceno Moreno intercedió por él. Córdova fue perdonado y obligado a incorporarse de nuevo al ejército.
Córdova viajó a Guayana en 1817 y Simón Bolívar lo incorporó a su Estado Mayor en junio de ese año.
En 1819, como parte del ejército que Simón Bolívar logró reunir junto con las fuerzas ya organizadas de Francisco de Paula Santander (tras encontrarse en Tame -Arauca-), haciendo parte del batallón cuya división era comandada por José Antonio Anzoátegui, emprendió la Campaña Libertadora de Nueva Granada. Inició su travesía en territorio venezolano, para adentrarse luego en la Nueva Granada (actual Colombia), atravesó la cordillera Oriental por el páramo de Pisba y libró las batallas del Pantano de Vargas y la de Boyacá (7 de agosto de 1819).

#### Gobernador de la provincia de Antioquia

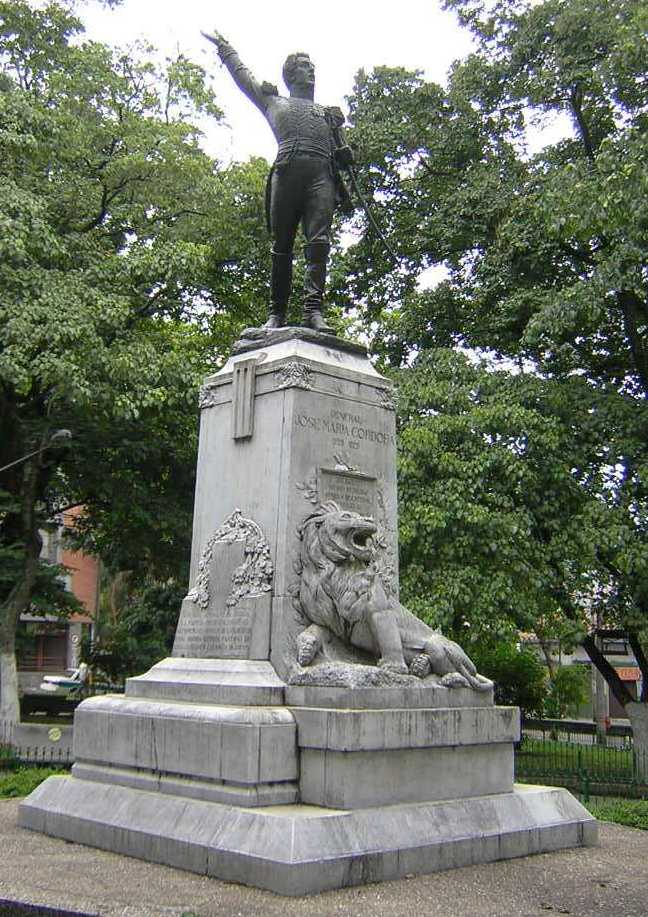
Estatua de José María Córdova, ubicada en Medellín, Colombia.

Después de la batalla de Boyacá, las tropas republicanas se dirigieron a Santafé, la capital. Al amanecer del martes 10 de agosto, en el Puente del Común, supo Bolívar que el virrey Juan Sámano había huido la víspera rumbo a Honda. De inmediato despachó en su persecución al general José Antonio Anzoátegui y al teniente coronel José María Córdova con alguna infantería y varios escuadrones de caballería. Llegaron a Honda el viernes 13 de agosto y allí les informaron que Sámano y su séquito se habían embarcado el martes anterior rumbo a Cartagena. Desde el puerto sobre el Magdalena, Córdova se dirigió a Bolívar solicitando la comisión de libertar la provincia de Antioquia. El correo que llevaba aquel oficio se cruzó en el camino de Honda a Santafé con un posta que traía del cuartel general de Bolívar el nombramiento de Córdova de gobernador de dicha provincia.
Córdova se vio abocado a enfrentar un gobierno provincial erizado de problemas de toda índole, como la situación de orden público, el contrabando de aguardiente, la corrupción de los funcionarios y el sistema de espionaje de los realistas, entre otros. Todo esto tenía sumida a la provincia en un estado de desconcierto.
El 30 de septiembre de 1819, un mes después de la llegada del gobernador, Faustino Martínez le escribió al virrey Sámano, radicado en Cartagena, pidiendo su ayuda, y le informó que «aunque [los republicanos] han alistado mucha gente, se hallan sin más armas que la lanza y faltos de pertrecho y municiones, de suerte que si vuestra excelencia manda algún refuerzo la provincia será reparada al momento». Estos informes, unidos a los que posteriormente enviaría Miguel Santa María, alentaron a Sámano a orquestar una segunda reconquista desde Cartagena y otros puntos estratégicos del virreinato.
Una de las primeras medidas tomadas por Córdova fue la de nombrar gobernador civil de la provincia de Antioquia a José Manuel Restrepo, en obediencia al decreto firmado por Bolívar el 17 de agosto de 1819, que dejaba en manos del gobernador civil los asuntos judiciales y de baja policía, en tanto que los gobernadores y comandantes generales de la provincia ejercían el mando de armas, la alta policía y todas las funciones gubernativas.

#### Segundo Batallón de Cazadores de la Nueva Granada
El 16 de octubre de 1819, Córdova formó en Rionegro el 2.º Batallón de Cazadores de la Nueva Granada, compuesto de cuatro compañías, de cien hombres cada una, provenientes de los cantones de Antioquia, Rionegro, Medellín y Marinilla. Los oficiales del cuadro “son jóvenes de familias distinguidas, de educación, y que prometen ser excelentes oficiales”. Cuarenta días más tarde le propuso al ministro de la guerra, doctor Alejandro Osorio, un uniforme “que no sea costoso ni complicado para el cuerpo de mi mando”: «chaqueta de paño azul con cuello y bota colorada, calzón blanco de lana u otro género fuerte, gorra de vaqueta copa de sombrero […], gorro de cuartel de manga, la parte que abraza la cabeza colorado y el resto azul. […] Los oficiales, chupa azul con cuello, bota y vuelta colorada, calzón blanco ajustado, bota por encima del calzón, gorra fina como la del soldado, gorro azul de bomba, todo con cabos amarillos. […] Tengo el cuerpo vestido con este uniforme excepto gorras, y tengo repuesto para dar otro vestido a cada soldado». Varios dibujos contemporáneos que reposan en el Archivo Nacional muestran a los soldados llevando alpargatas, por ser un calzado tan económico como práctico para cruzar arroyos y lodazales. Y aun cuando Córdova señala en su carta que las botas forman parte del uniforme de los oficiales, era habitual que en los pasos difíciles todos usaran abarcas o alpargatas, e incluso que marcharan descalzos. Las botas de charol, importadas de Inglaterra, se reservaban para desfiles, ceremonias o bailes.
Dice el diario de José Manuel Restrepo que la bandera del Batallón de Cazadores se bendijo en Rionegro el domingo 26 de diciembre de 1819, una bandera que tal vez sería semejante a la del regimiento de Artillería de Venezuela que se conserva en el Museo del Ejército Nacional de Londres.

#### La caída del caballo El Inca
La caída de Córdova del caballo El Inca el 28 de diciembre de 1819, se produjo “corriendo toros en la plaza”. De hecho, la palabra que usa Córdova es más evasiva: “habiendo toros”. Puede deducirse que el gobernador y comandante militar había aprovechado la fiesta que culminaba con la quema de la efigie del rey Herodes, fiesta que por ende había adquirido un fuerte tinte político, para exhibir sus habilidades en la práctica del coleo llanero.
Según el testimonio del gobernador civil Restrepo y del mismo Córdova, a raíz del accidente el gobernador Córdova perdió el sentido durante más de ocho horas y permaneció quince días en estado crítico, sin poder levantarse. Estuvo alejado del gobierno aproximadamente durante tres semanas, del 28 de diciembre de 1819 al 16 de enero de 1820.

#### Combate de Chorros Blancos
Córdova comandó el batallón de Cazadores de Antioquia y el 12 de febrero de 1820 derrotó en el Combate de Chorros Blancos, en Antioquia, a los españoles que pretendían apoderarse de Bogotá y abrir un corredor estratégico desde Cartagena hasta Quito y Lima.

#### Maniobras en la Región Caribe
Luego del Combate de Chorros Blancos, Bolívar le encomendó la toma del río Magdalena, arteria fluvial del país. Para ello el 3 de junio de 1820 ocupó Magangué, el 20 de junio recuperó Mompox. Sin embargo, quedaba por liberar la ciudad de Cartagena de Indias y las sabanas de Corozal. Para cumplir con este objetivo Bolívar planeó una acción conjunta en que participaría el coronel Mariano Montilla, el almirante Luis Brión, el entonces coronel José Prudencio Padilla y el capitán Córdova. En agosto de 1821, Padilla, Jacinto Lara y José María Carreño lograron apoderarse de Santa Marta. Luego de la toma de esta ciudad, Montilla sitia la ciudad de Cartagena y, junto a José María Córdova, somete a sus defensores el 10 de octubre de 1821.

#### Campaña del Sur

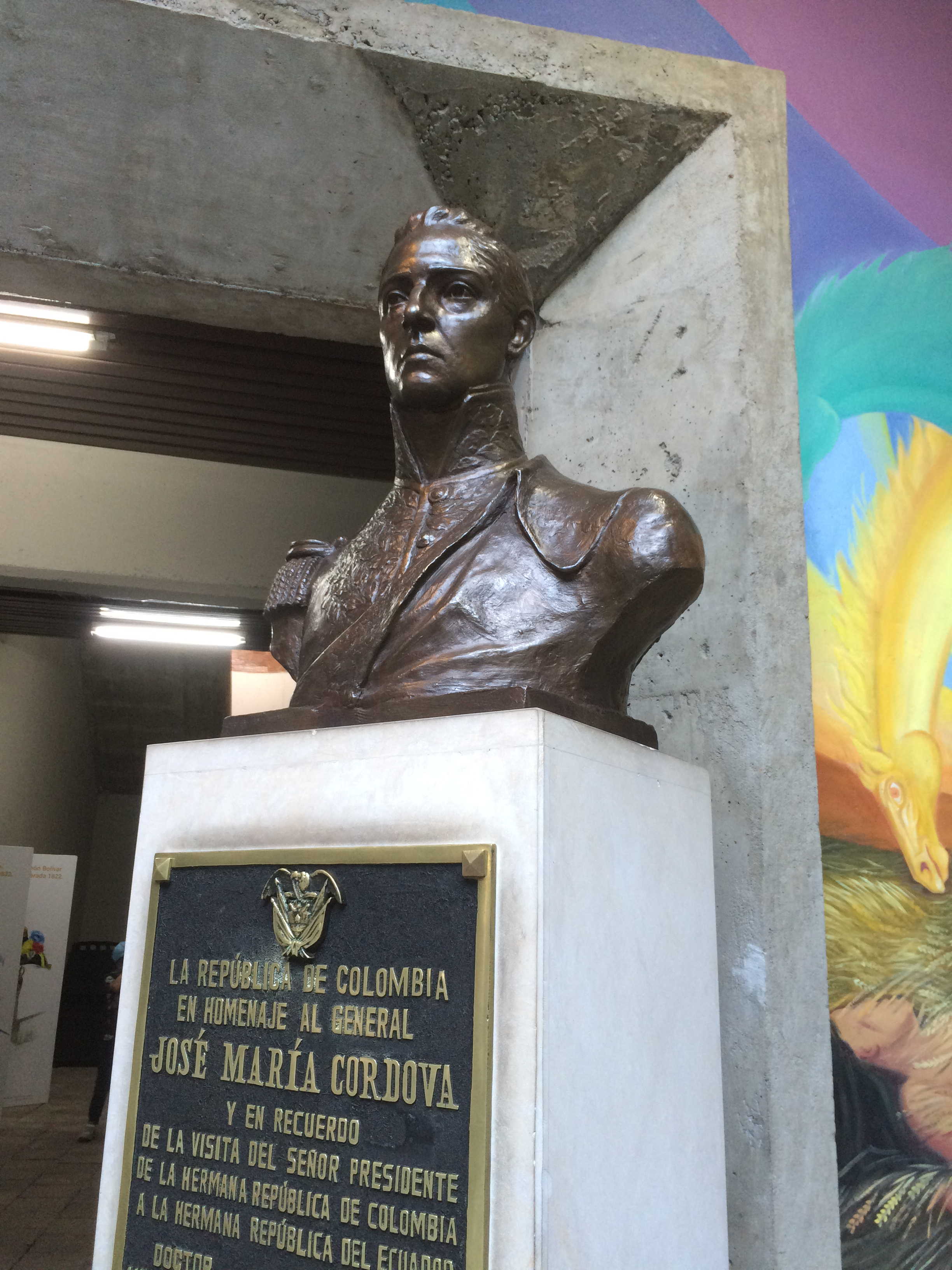
Busto en el "Templo de la Patria" en Quito, Ecuador.

Con Cartagena y el resto de la costa caribeña en manos de los republicanos, el presidente Bolívar y vicepresidente Santander decidieron mandar las tropas que habían participado en la campaña del bajo magdalena al sur para apoyar a las tropas del general Antonio José de Sucre, acantonadas en Ecuador para apoyar la campaña para liberar a Quito de los realistas.
El 17 de enero de 1822, el coronel Córdova, junto con 800 tropas veteranas de la Campaña del Bajo Magdalena que formaban el batallón Alto Magdalena, partieron de Cartagena de Indias hacia Panamá y después de cruzar el istmo continuaron su viaje a Guayaquil.  Además de Córdova otros oficiales cómo el coronel Hermógenes Maza y el irlandés Daniel Florencio O'Leary también hacían parte de la expedición. Cuando la expedición llegó a Guayaquil, Sucre ya había comenzado su segunda ofensiva contra los españoles, lo que llevó a una situación política confusa ya que cuando las tropas colombianas llegaron a Guayaquil la junta de gobierno de la ciudad no los dejó desembarcar debido a las luchas internas entre los patriotas guyaquileños que estaban luchando entre ellos sobre la decisión de unirse a Colombia o buscar un camino autónomo hacia la independencia. Por lo tanto, esto impidió que las tropas colombianas desembarcaran en Guayaquil, obligándolas a desembarcar más hacia el sur en el puerto de Machala.
Allí, las tropas comenzaron su penosa marcha para reunirse con las tropas del general Sucre, durante la travesía las tropas fueron plagadas de enfermedades, e incluso Córdova en un momento dado también se enfermó. El batallón Alto Magdalena sufrió mucho y se quedó con solo 190 soldados, y solo 160 sobrevivieron cuando finalmente llegaron para unirse con Sucre en Latacunga. Con la llegada de estas fuerzas el 13 de mayo de 1822, Sucre comenzó la segunda fase de su avance sobre Quito. El comandante del ejército realista de Quito,el mariscal de campo Melchor Aymerich, colocó a sus fuerzas en una amplia media luna que envolvia a Quito por el sur para defender la ciudad, su flanco oeste anclado en el cerro donde se encotraba el fuerte de Panecillo. Esto implicaba que las fuerzas independentistas tendría que realizar un ataque frontal. Al llegar el día de la batalla las tropas colombianas y sus aliados locales tenían alrededor de 3.141 soldados, mientras que los realistas contaban con unos 2.194 soldados que además esperaban refuerzos mandados de Pasto en el norte en forma del Batallón Cataluña.
El 24 de mayo de 1822, a las 10:30 a. m., comenzó la batalla de Pichincha. Córdova comandó el batallón Alto Magdalena que al comienzo de la batalla intentó flanquear la derecha del enemigo, pero debido al fuerte fuego que recibieron y al terreno favorable que los realistas ocupaban, se vieron obligados a abandonar este intento y se retiraron de nuevo a la línea principal y fueron colocados en la reserva.
 

A medida que la batalla continuaba, las tropas republicanas no pudieron romper la línea realista, ya que estos empleaban su poder de fuego superior para mantenerlos a raya. Sucre desplegó sus batallones uno tras otro en un intento de romper las líneas pero en vano. Por largo tiempo fue imposible predecir cual de los dos lados resultaría victorioso. Con casi todos sus batallones en combate agotando sus municiones, Sucre tenía desplegar los únicos quedaban en la reserva, siendo estos el coronel Córdova y el batallón Alto Magdalena quienes solo contaban con 170 hombres, el más pequeño de los batallones patriotas. Sucre les ordenó que atacaran contra el enemigo, lanzandolos a la brega en el sector donde se encontraba el batallón  Paya, para alviar la presión y dejar que esa unidad fuera reabstecido de sus municiones. Cordova y su batallón atacaron hasta rebasar la línea que había sostenido el batallón Paya. Al llegar ahí observo que los realistas cedian poco a poco ante el empuje del batallón Albion, y en ese momento decidió cargarlos a la bayoneta lo cual menciona en su parte sobre la batalla al vicepresidente Santander donde dijo lo siguiente 
....observando yo el combate obstinado y que nuestros cuerpos retrocedían, volé con mi columna a hacer una reserva, así fue que cuando ya el enemigo coronaba la altura y sólo sostenían el fuego dos compañías del Albión, parte de Paya y soldados dispersos de los demás cuerpos, ya yo había formado y aguardaba órdenes de cargar; se me dio cargue; hice huir al enemigo (soy muy ingenuo este ya estaba muy fatigado y casi desfallecido); sobre la marcha reuní soldados de todos los cuerpos, bajé hasta la ciudad y algunos restos del enemigo ocuparon el Panecillo.
La carga fue brillante, pero los realistas lucharon con tanta valentía que por un momento pareció que no tuvo éxito. Sin embargo, Córdova continuó con gran atrevimiento y empujó hacia adelante. Con la valiente carga de Cordova y batallón Alto Magdalena, más unidades entraron en acción para ayudarlo, el Yaguachi con una compañía se unió al ataque por la izquierda y los Cazadores del Paya por la derecha logrando romper la línea española. Esta carga realizada hacia el mediodía garantizaba el triunfo para los independentistas, los realistas se retiraron y se ordenó a Córdova que los persiguiera. Aymerich se rindió poco después y Quito cayó bajo control republicano. Al día siguiente, Córdova también pudo hacer que el batallón Cataluña se rindiera, ya que habían marchado hacia el sur desde Pasto para ayudar a Aymerich y no eran conscientes de su derrota.
Después de que Quito fuera liberada y con la llegada de Bolívar, que había logrado derrotar a los realistas en la batalla de Bomboná, liberando así a Pasto, el ejército colombiano continuó su marcha y entró triunfalmente en Guayaquil el 11 de julio.
Participó en la campaña de Pasto contra el General Realista pastuso Agustín Agualongo.

### Campaña en el Perú

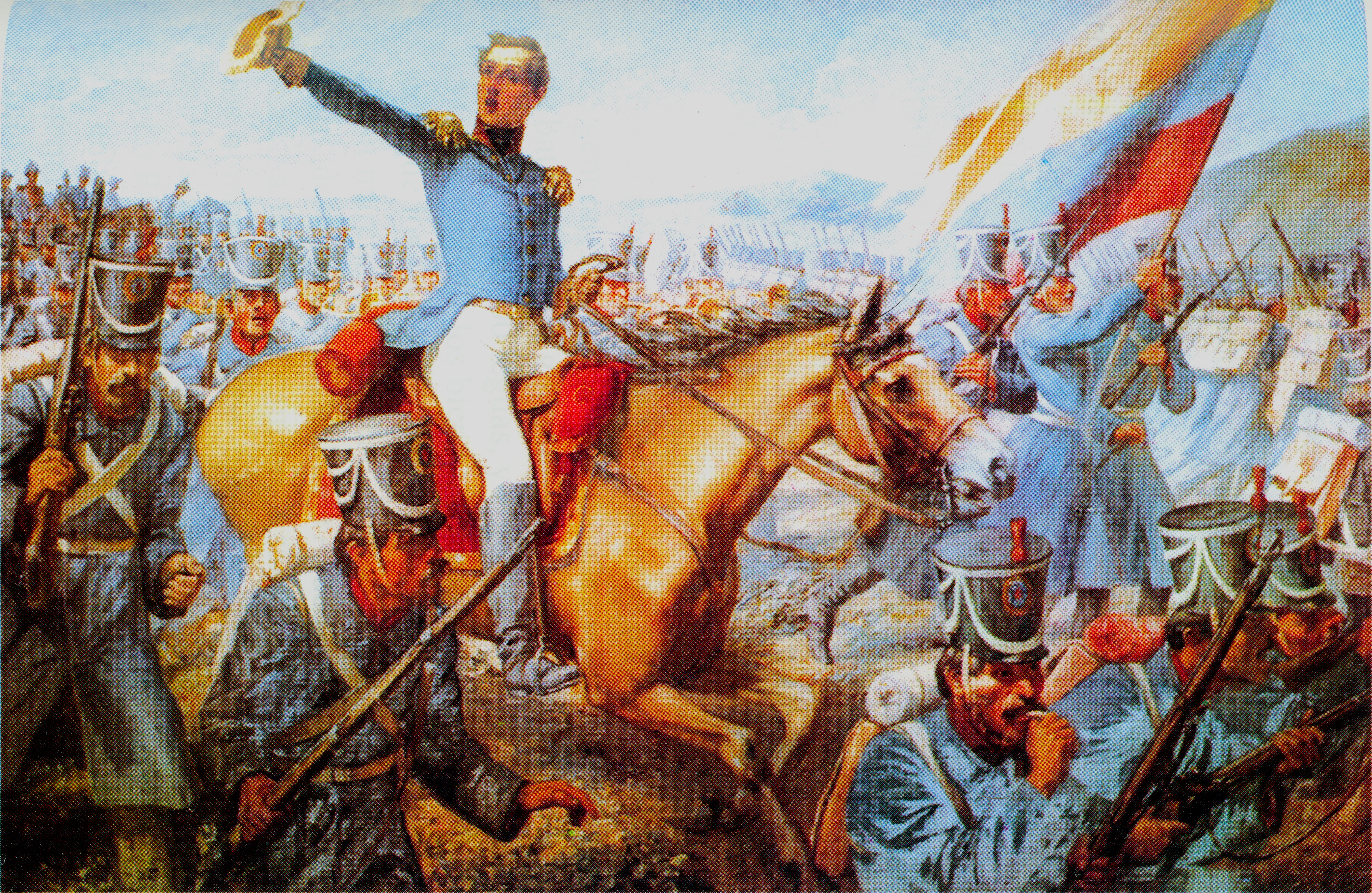
Córdova en la batalla de Ayacucho el 9 de diciembre de 1824, óleo de Francisco Antonio Cano

A Córdova se le dio el mando de la 2.ª División Colombiana, compuesta por 4 batallones de infantería de línea, estos son: los batallones de línea de Bogotá, Voltígeros, Pichincha y Caracas, con el Batallón Caracas en la reserva detrás de los 3 principales, con un total de alrededor de 2.300 soldados. La división de Córdova se colocó en el flanco derecho del esfuerzo republicano. Frente a él en el lado opuesto sen encontraba la División Villalobos bajo el mando directo del Virrey de Perú José de la Serna junto con 7 piezas de artillería españolas. Cuando ocurrió la Batalla de Ayacucho, el Ejército Real del Perú superaba en número al Ejército Unido Libertador del Perú y también contaba con 11 piezas de artillería en comparación con la pieza singular que tenían los republicanos.

Previo al comienzo del combate ese 9 de diciembre de 1824, a las 9 a. m., el general español Juan Antonio Monet con su estado mayor salió de sus líneas bajo una bandera de tregua solicitando hablar con Córdova. Allí los dos conversaron durante unos minutos, con Monet ofreciendo una última oportunidad para una tregua entre las dos partes, esto también fue ofrecido por los otros oficiales españoles a sus homólogos republicanos. Sin embargo, esto fue rechazado, por lo que los españoles y sus opuestos republicanos se abrazaron momentáneamente como una señal de respeto entre las dos partes. Antes de volver a sus líneas, Cordova le dice a su homólogo español
“Ciertamente ustedes tienen más tropas y mejor posición que nosotros, pero no soldados iguales a los nuestros.”
Los oficiales regresaron a sus líneas, minutos después salió el general Sucre y se puso de frente a todo el ejército aliado recorre las filas arrancando vítores con vibrantes arengas destinadas a cada cuerpo según características e historial.
Minutos después, una vez más Monet descendió de su posición y anunció que “La batalla va a comenzar”.
A las 10 a. m., la batalla comenzó con las fuerzas realistas desplegando su flanco derecho y atacando exitosamente a la división peruana del general José de la Mar, así como la 1.ª división colombiana del General Sucre, que se colocaron en el centro y el flanco izquierdo del esfuerzo republicano. Al ver este éxito, el batallón de infantería realista I del Primero actuó prematuramente en contra de sus órdenes y atacó solo a la segunda división colombiana de Córdova sin que el resto de los batallones de la división de Villalobos se desplegaran y sin que los cañones españoles se hubieran desplegado completamente a la izquierda. Al ver esto, Córdova se aprovechó del error al desplegar los batallones de Bogotá, Pichincha y Voltigeros contra este batallón con gran éxito.
Mientras que los realistas logran un gran éxito contra la izquierda y el centro de los republicanos, el ataque desorganizado a la división de Córdoba y la derrota de los 2 batallones de la división Villalobos habían causado una brecha que el virrey La Serna intentó remediar desplegando el batallón Gerona. Con el fin de ganar algo de tiempo para que este batallón salga de la reserva, La Serna ordenó a la División Monet en el centro realista, que desplegará los batallones Burgos y I de Infante para atacar Córdova. A medida que avanzan para enfrentarse a la 2.ª división colombiana, se ven obligados a cruzar la quebrada, lo que hace que los batallones realistas se dispersen fuera de su formación y en desorden. Esto crea otra oportunidad para que los republicanos asesten un nuevo golpe. Córdova se desmontó de su caballo y se puso frente a toda su división, los batallones de Voltígeros, Pichincha y Bogotá, además de Caracas, que hasta ese momento no había luchado. Les ordena que ataquen a la división de Monet, con la famosa orden: "Division, armas a discreción, de frente, paso de vencedores!" .  La banda de guerra del Batallón Voltigeros comenzó a tocar el bambuco nacional La Guaneña , cuando la 2.ª división se lanzó al ataque, las tropas colombianas avanzaron gritando “Viva la Libertad" y “Viva El Liberatdor”. Las tropas colombianas se enfrentan primero con el batallón Burgos, que todavía no estaba en orden, derrotándolos por completo. Luego chocan con los del I de Infante que también son derrotados. La 2.ª división colombiana continuó su irresistible avance, cayendo sobre los batallones Viciosa y el II de Primero, quienes eran la segunda brigada de la división Monet, que también fueron derrotados. Con este ataque de la división de Córdova derrota por completo a la División Monet, cuyo propio comandante más tarde perdería su vida en la batalla junto con tres líderes del cuerpo. El único batallón que sobrevivió al ataque, Guías, desgastado por el combate de guerrillas y por los ataques de la caballería, también fue puesto fuera de combate.
La derrota total del centro de los realistas cambia la batalla a favor de los republicanos quienes logran derrotar a los últimos intentos desesperados de La Serna, quien incluso dirigió el mismo una carga de caballería para cambiar el curso de la batalla. Los republicanos habían triunfado y después de largas negociaciones, al día siguiente, en la mañana del 10 de diciembre, los realistas se rindieron ante el general Sucre, la batalla marcó virtualmente el final del Imperio Español en América del Sur, excepto por unas pocas guarniciones aisladas. Las acciones de Córdova habían sido vitales para el éxito republicano, al final de la batalla Sucre, en reconocimiento a la valentía y liderazgo de Córdova, lo ascendió en el mismo campo de batalla al rango General de División, quitando sus propias charreteras y colocándolas sobre los hombros de Córdova. .

### Insurrección
El 12 de septiembre de 1829, Córdova se rebelaba en Antioquia contra el gobierno bolivariano y acusándolo de violar la Constitución de Cúcuta y usas los principios liberales para justificar su propio poder personalista dejando claro unos pocos días después su pensamiento en una memorable carta dirigida a Simón Bolívar. Luego escribió cartas a José Antonio Páez tratando de convencerlo de unírsele.
El 26 de septiembre llegaron las noticias de la insurrección a Bogotá, se envió al brigadier Daniel Florencio O'Leary a sofocar el movimiento. Por su parte, a fines de mes los rebeldes ocupaban Medellín y seguían con rumbo a la capital. Llegaron a El Santuario, donde se encontraron con O'Leary, quien les ofreció un indulto pero Córdova estaba decidido a vencer o morir y le rechazó.

#### Batalla de El Santuario y asesinato
El 17 de octubre Córdova llegó a un lugar llamado El Salto en El Santuario a las 8 de la mañana, con sus tropas cansadas después de un torrencial aguacero. Entonces organizó a su fuerza en tres alas: la izquierda encabezada por su hermano Salvador; la derecha por Benedicto González y el centro por él mismo.
Córdova fue herido y se refugió en una casa cercana, donde resistió con sus últimos fieles hasta que la defensa fue fulminada y el comandante irlandés Ruperto Hand lo mató de dos sablazos.

## Físico de Córdova
Córdova no era, según su edecán Francisco Giraldo, ni alto ni bajo; tenía un porte marcial como el de ningún otro; el óvalo de la cara era hermoso, la tez blanca y sonrosada, los ojos grandes, rasgados y chispeantes, con una mirada fija de gavilán; era lampiño y cojeaba un poco al andar; le encantaban las mujeres, los libros y el baile. Se le veía a toda hora llevando un fuete en la mano y un blanco sombrero de jipijapa. Existen más de diez documentos de la época que registran la preferencia de Córdova por ese accesorio.
En su escrito "20 estudios iconográficos de José María Córdova", y muy especialmente en su análisis de las láminas 1, 2, 3, 6, 10, 11 y 12 que lo ilustran y fueron tomadas del natural, doña Pilar Moreno de Ángel demuestra que Córdova tenía el pelo y los ojos negros, al contrario de como aparece en los retratos del prócer que se pintaron en las postrimerías del siglo XIX, donde el prócer aparece de pelo rubio y ojos claros. Para confirmar su aserto, la señora Moreno de Ángel cita el testimonio de la familia del cónsul inglés James Henderson, aportado por el diplomático estadounidense Rensselaer van Rensselaer. Según dicho testimonio, Córdova tenía cabello y ojos oscuros.

## Homenajes

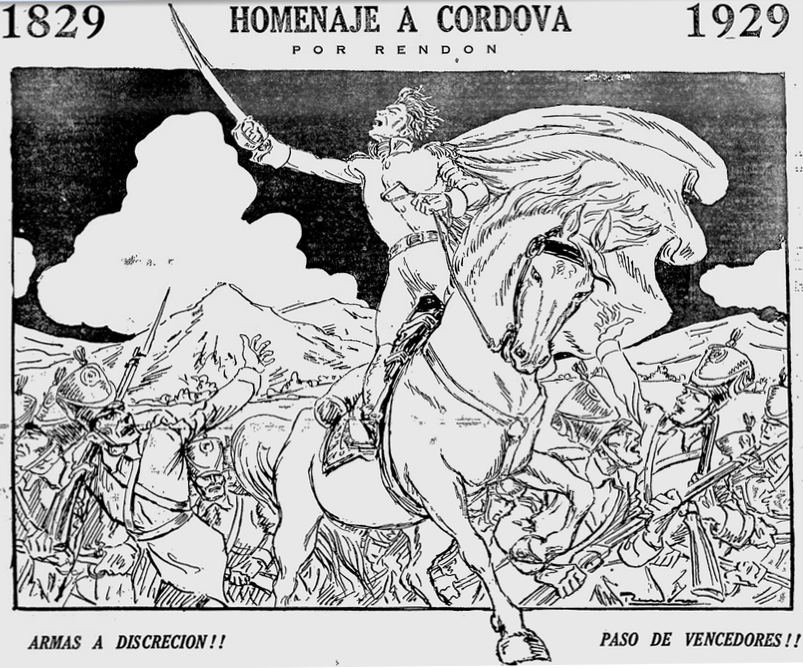
Homenaje de Ricardo Rendón a José María Córdova en el centenario de su fallecimiento.

Como homenaje a sus ejecutorias y en su memoria, en Córdoba departamento situado en la Región Caribe que lleva su nombre. Además, el Aeropuerto Internacional José María Córdova, ubicado en el municipio de Rionegro y que sirve al distrito de Medellín, fue nombrado en homenaje. También la institución educativa más antigua de la ciudad de Rionegro lleva su nombre, anteriormente Liceo departamental José María Córdova, ahora institución educativa José María Córdova, así como los municipios de Córdoba en el Quindío, Córdoba en Nariño y Córdoba en el Bolívar rinden homenaje a su nombre.[cita requerida]
Además, en homenaje, el Centro Administrativo La Alpujarra de Medellín lleva el Nombre de "José María Córdova". 
De igual manera, la única fábrica estatal de armas y municiones de Colombia perteneciente a la Industria Militar Colombiana también lleva el nombre de Córdova, así como unas de sus referencias de pistolas y fusiles. Adicional a lo anterior, la escuela de oficiales del Ejército Nacional de Colombia, lleva su nombre: Escuela Militar de Cadetes General «José María Córdova».
Así, varios parques de municipios de Colombia llevan monumentos en su nombre como el parque de la Libertad de Rionegro, el parque de Concepción, la plaza mayor de El santuario entre otros.

## Homenajes del Banco de la República

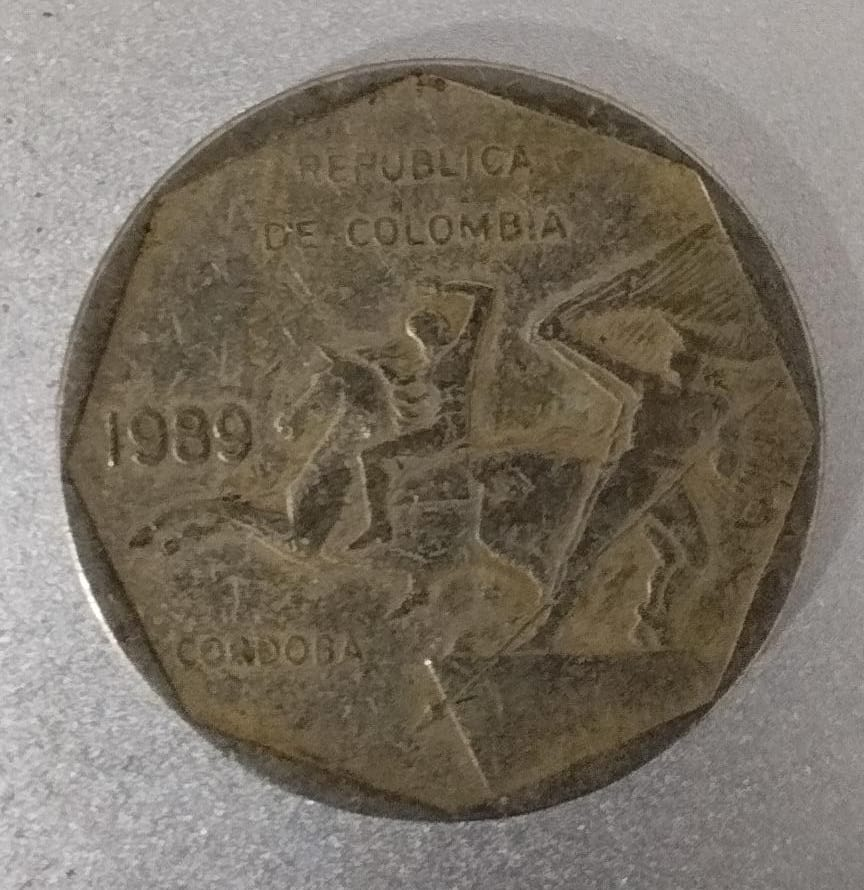
Moneda de 10 pesos "Estatua por Rodrigo Arenas Betancourt"

Córdova ha sido homenajeado en diversas ocasiones por el banco de la República de Colombia, siendo uno de los personajes a los que más alusiones ha hecho la entidad. Entre tantas monedas y billetes en su honor, destaca, por su valor, la moneda de media onza de oro fino y, por su belleza, la moneda de 10 pesos, en donde se ilustra la obra escultórica que el maestro Rodrigo Arenas Betancourt instaló en el parque de Rionegro. Además es reconocido por sus múltiples apariciones en las diversas ediciones de los billetes de 5 pesos oro. 
Todas estas piezas son de carácter coleccionable por su valor histórico y numismático, siendo la moneda de 10 pesos la pieza conmemorativa de circulación más apreciada en el sector.

## Córdova o Córdoba

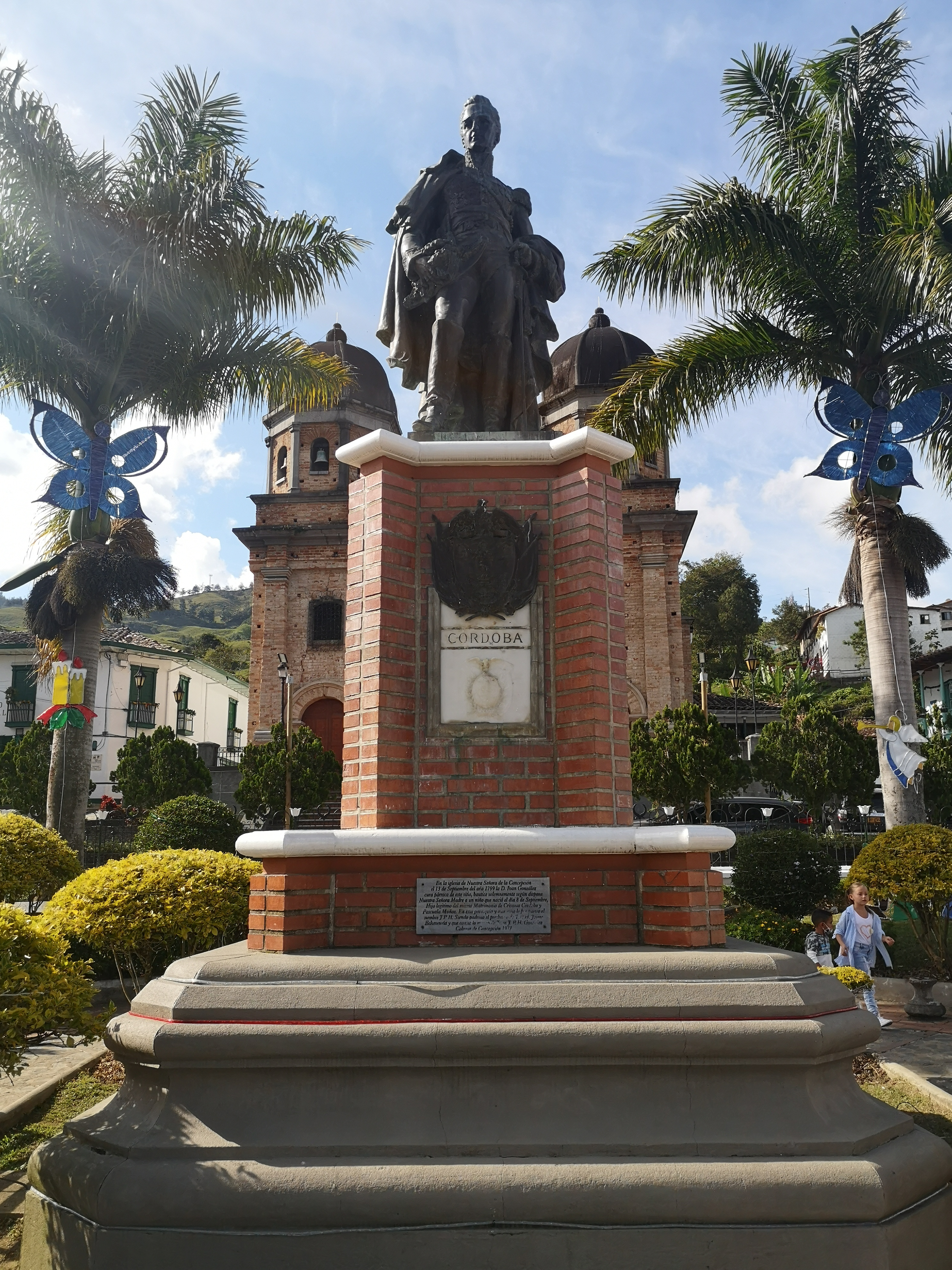
Monumento a José María Córdova en su pueblo natal, donde se lee Cordoba.

De acuerdo a una nota publicada en el periódico El Tiempo, existe una confusión sobre la manera correcta de escribir el apellido del prócer y por ende, del departamento de Córdoba. La nota aclara que el nombre del departamento de Córdoba se escribe con B, a pesar de ser un homenaje al militar colombiano y que de  manera temporal, el departamento fue nombrado Córdova, pero le fue devuelto el nombre original dispuesto en la ley de creación del departamento.
Esta confusión se debe a que los primeros españoles de apellido Córdoba llegaron de Andalucía a Antioquia, entre los siglos XVII y  y que por este mismo motivo, el prócer fue bautizado con el apellido Córdoba, pero en su trayectoria militar, decidió cambiar la B de su apellido por la V de victoria, cambio que también realizó su hermano Salvador Córdova.

## En la cultura popular
- José María Córdova (El héroe de Ayacucho) es interpretado por Jorge Emilio Salazar.
- En la novela " Córdova 'un general llamado arrojo' " es interpretado por Eduardo Pérez.
- En la serie Bolívar, Córdova es interpretado por Juan Fernando Sánchez.